# 馬海（建築顧問）
馬海（建築顧問）有限公司（英語：Spence Robinson Limited），曾稱為马海洋行（Moorhead＆Halse），是一家香港的建筑设计事务所，亦曾经是上海的建筑设计事务所之一。
1900年，马矿司洋行成立，主要承接土木工程和建筑设计业务。1907年，英国工程师Robert Bradshaw Moorhead以及Sidney Joseph Halse合伙，公司更名為马海洋行，繼續承接建筑设计、土木及测绘工程。1920年代初改组，维持马海洋行中文名，但更西名为Moorhead，Halse&Robinson。1928年吸收思九生洋行部分員工及合伙人斯彭斯加入，公司改名为新马海洋行，更西名为Spence，Robinson&Partners。
在二戰以後，公司於1947年遷往香港繼續經營，並於1986年改名為馬海（建築顧問）有限公司。目前，馬海主要業務是為房委會各資助出售房屋計劃，製備售樓說明書及大廈公契圖則的核證副本，以及擔當中小型建築工程的執行建築師。

## 主要作品

### 1947年以前
- 上海总会大楼[1]
- 中南大楼[1]
- 亚细亚大楼 （外滩1号），1913年－1915年，今中国太平洋保险公司
- 上海跑马总会大厦（南京西路325号），1933年，今上海美术馆
- 新康花园（淮海中路1273号），1934年
- 上方花园（淮海中路1285号），1938年

这些建筑均已被列为上海近代优秀保护建筑。

### 1947年以後
- 歷山大廈新翼，1956年（已於1970年代與舊翼一併拆卸重建）
- 觀塘花園大廈一期，1958－1959年（已拆卸重建為同一屋邨內的「玉蓮臺」）
- 海運大廈，1966年
- 禮賢會彭學高紀念中學，1973年（接手續建）[3]
- 嘉頓深井廠房高座，1977年
- 明愛屯門馬登基金中學、沙田馬登基金中學及柴灣馬登基金中學，1978-1980年[4]
- 信德中心及港澳客輪碼頭，1985年
- 安寧花園，1991年
- 康栢苑，1993年
- 樂年花園，1995年
- 合一堂馬鞍山堂，1997年（接手續建）
- 櫻桃街公園，2005年
- 沙田車公廟翻新，2010年
- 香港中文大學新亞書院梅雲堂（執行建築師，設計由PA建築設計公司負責），2023年[5]
- 香港天文台副樓初步設計（競標方案）

## 外部連結
- 官方網址 （页面存档备份，存于）